# Coupe d'Italie de football 1984-1985
Navigation
Coupe d'Italie 1983-1984 Coupe d'Italie 1985-1986
La Coupe d'Italie de football 1984-1985, est la 38e édition de la Coupe d'Italie.
Au premier tour les quarante-huit participants sont répartis dans huit groupes dont les deux premiers se qualifient pour les huitièmes de finale. La finale se joue sur deux matches.

## Résultats

### Quarts de finale
Les matchs des quarts de finale se déroulent le 12 et le 19 juin 1985. En cas d'égalité la règle des buts marqués à l'extérieur est appliquée.
| Équipe        | Aller | Total | Retour | Équipe      |
| ------------- | ----- | ----- | ------ | ----------- |
| AC Milan      | 0 - 0 | 1 - 0 | 1 - 0  | Juventus    |
| Parme         | 1 - 0 | 1 - 3 | 0 - 0  | Fiorentina  |
| Torino        | 0 - 0 | 2 - 4 | 2 - 4  | Sampdoria   |
| Hellas Vérone | 3 - 0 | 4 - 5 | 1 - 5  | Inter Milan |

### Demi-finales
Les matchs des demi-finales se déroulent le 23 et le 26 juin 1985.
| Équipe      | Aller | Total | Retour | Équipe    |
| ----------- | ----- | ----- | ------ | --------- |
| Fiorentina  | 0 - 0 | 1 - 3 | 1 - 3  | Sampdoria |
| Inter Milan | 1 - 2 | 2 - 3 | 1 - 1  | AC Milan  |

### Finale
| Finale aller | AC Milan | 0 - 1   | Sampdoria | stade Giuseppe-Meazza, Milan |                              |
| 30 juin 1985 |          | (0 - 1) |           | Arbitrage : Giancarlo Redini | Arbitrage : Giancarlo Redini |

---
| Finale retour  | Sampdoria | 2 - 1   | AC Milan | Stade Luigi-Ferraris, Gênes |                           |
| 3 juillet 1985 |           | (1 - 0) |          | Arbitrage : Luigi Agnolin   | Arbitrage : Luigi Agnolin |

La Sampdoria remporte sa première coupe d'Italie.